# تشارلز برادي (رسام)
تشارلز برادي (بالإنجليزية: Charles Brady)‏ هو رسام أيرلندي، ولد في 1926، وتوفي في 1997.